# Francesco Maria Santinelli
Francesco Maria Santinelli, conte della Metola e marchese di San Sebastiano (Pesaro, 20 aprile 1627 – Roma, 22 novembre 1697) è stato un alchimista, poeta, librettista e avventuriero italiano.

## Biografia
Abile spadaccino di nobile famiglia, ebbe fama di scrittore e intellettuale di spicco negli ambienti accademici tra Venezia e Pesaro, dove fondò l'Accademia de' Disinvolti. Entrato nelle grazie della regina Cristina di Svezia, in occasione della sua venuta nello Stato Pontificio la accolse nel 1655 a Senigallia dedicandole dei versi poetici, insieme a suo fratello Ludovico, acrobata e danzatore.
Venne così introdotto nel circolo ermetico-alchemico della regina, in cui gravitavano anche Giuseppe Francesco Borri, Massimiliano Savelli, l'astronomo Cassini e padre Athanasius Kircher. In seguito tuttavia, per il coinvolgimento in uno scandalo riguardante l'assassinio del nobile italiano Gian Rinaldo Monaldeschi a Fontainebleau, del quale fu accusato il fratello Ludovico, Francesco Maria Santinelli sarebbe stato allontanato dalla corte svedese, sebbene fosse estraneo alla vicenda trovandosi a Roma in viaggio d'affari.
Ad ogni modo, pur non perdendo mai la stima della regina Cristina, Santinelli trovò accoglienza e protezione anche presso la corte asburgica d'Austria di Eleonora e Leopoldo, dove riparò quando nel 1659 fu costretto all'esilio da papa Alessandro VII.
Tornato in Italia dopo nove anni, si stabilì a Venezia con la moglie Anna Maria Caterina Aldobrandini, vedova del duca di Ceri, che aveva sposato di nascosto tramite procura. Qui ebbe modo di conoscere l'alchimista Federico Gualdi, e di entrare in contatto col suo circolo ermetico, prima di tornare definitivamente a Roma nel 1677.
Dedito in segreto all'alchimia e ad interessi ermetico-esoterici, Santinelli sarà accostato alla figura enigmatica del suo contemporaneo Federico Gualdi in un testo di Sebastiano Casizzi del 1690, Critica della Morte, dove per la mirabile «scienza sovrumana» lì esposta gli viene attribuita la paternità del trattato alchemico Androgenes Hermeticus.

## Filosofia alchemica
La concezione alchemica di Santinelli prende le mosse dalla tradizione rosacrociana che riconduce gli elementi della realtà a un unico principio originario, al Sole dei filosofi le cui caratteristiche ignee si ritrovano ovunque, non in senso volgarmente materiale, ma analogico.
(M. Crassellame, Lux obnubilata, a cura di S. Andreani, pag. 109, Roma, Mediterranee, 1981)

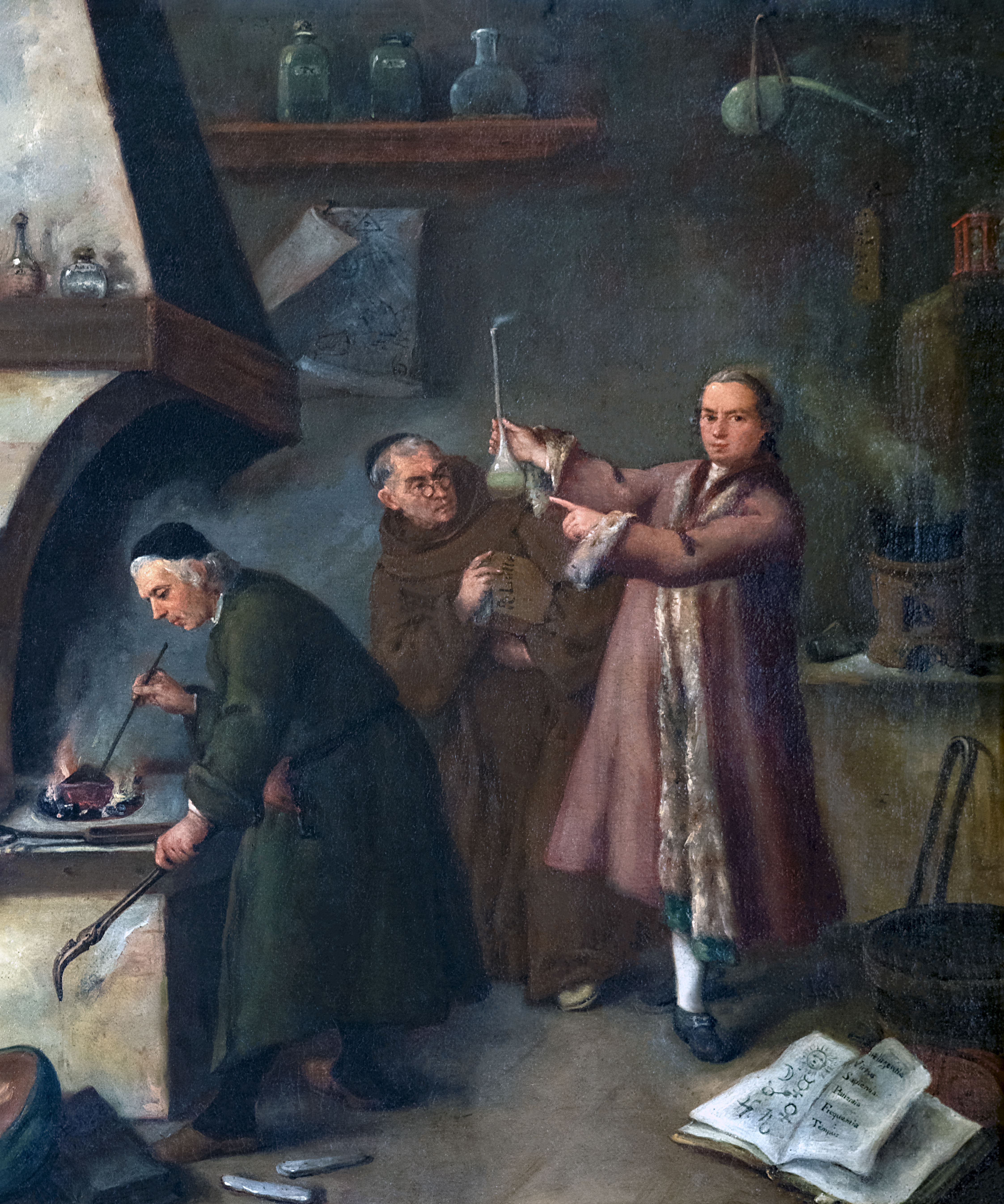
Gli alchimisti di Pietro Longhi

Mentre il fuoco trova espressione nello zolfo, l'umido corrisponde al principio mercuriale; insieme al sale, formano la sostanza una e trina che tutto pervade.
«O gran Mercurio nostro, in te s'aduna

Argento, e oro estratto

Dalla potenza in atto,

Mercurio tutto Sol, Sol tutto Luna,

Trina sostanza in una,

Una, che in tre si spande.

O meraviglia grande?

Mercurio, Solfo, e Sal voi m'apprendete,

Che in tre sostanze voi sol una siete.»
(Lux obnubilata, canzone seconda, IV)

## Opere

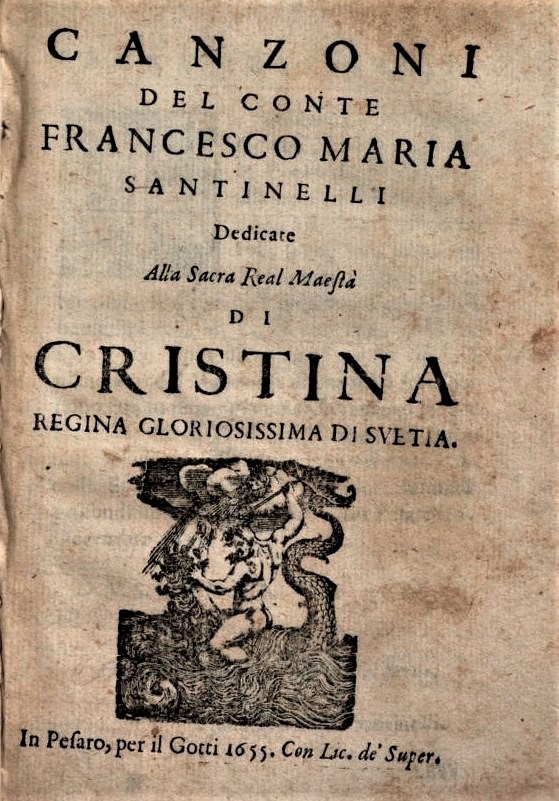
Frontespizio delle Canzoni dedicate alla Regina Cristina di Svezia (1655)

- Le Donne Gverriere del Signore Conte Francesco Maria Santinelli. Dedicate all'Eminentissimo Principe il Signore Cardinale Rocci (1647)
- Canzoni del conte Francesco Maria Santinelli. Dedicate alla sacra real maestà di Cristina regina gloriosissima di Svetia (1655)
- Prose (1659)
- Carlo V (1659), poema dedicato all'imperatore Leopoldo I del Sacro Romano Impero a Vienna.
- Lux obnubilata suapte natura refulgens (1666), poema alchemico apparso a Venezia presso il tipografo Alessandro Zatta, pubblicato dal Santinelli sotto lo pseudonimo di Fra Marc'Antonio Crassellame Chinese,[10] e corredato da un commento anonimo:[11] fu la sua opera di maggior successo, che sarebbe stata tradotta in varie lingue,[12] suscitando l'interesse, fra gli altri, di Isaac Newton, Oswald Wirth, Arturo Reghini, Carl Gustav Jung.[13]
- L'Armida, nemica, amante, e sposa. Dramma musicale (1669)
- Delle poesie del marchese Francesco Maria Santinelli ...: prima parte. Consacrata alla sacra cesarea maestà dell'imperatrice Leonora (1669)
- Delle odi del marchese Santinelli conte della Metola, e marchese di San Sebastiano, &c. cameriero delle chiaue d'oro di sua maestà cesarea: prima parte (1671)
- L'Alessandro overo il trionfo di se stesso. Opera regia (1673)
- Poesie (1680)
- Ode (1680)
- Il Pegaso per le memorabili vittorie riportate contro il primo visire dall'essercito imperiale (1683)
- L'Antro, ovvero l'inganno amoroso. Dramma pastorale per musica (1686)

### Edizioni recenti
- Sonetti alchemici, a cura di Anna Maria Partini, Roma, Mediterranee, 1985
- Androgenes Hermeticum, trad. it. di Anna Maria Partini, Roma, Mediterranee, 2000
- Lux Obnubilata, a cura di Maximus, in Ignis, rivista di studi iniziatici, n° 8-9, Atanòr, agosto-settembre 1925[12] (rist. 1980)
- Lux Obnubilata, a cura di S. Andreani, Roma, Mediterranee, 1980
- Il catechismo ermetico-massonico della "Stella fiammeggiante", a cura di H.T. Tschudy, Atanòr, 1984
- Alchimista della Massa Trabaria, Milano, Mimesis, 2009